# Ragenfrid
Ragenfrid ali Raganfrid je bil majordom frankovskih kraljestev Nevstrije in Burgundije od leta 715, ko je  zapolnil praznino, nastalo po smrti Pipina Heristalskega, do leta 718, ko se je Karel Martel  uveljavil kot vladar celega Frankovskega kraljestva,  * ni znano, † 731.
Središče njegove oblasti je bila grofija Véxin. Na položaj majordoma ga je imenoval Dagobert III. kot nasprotnika Pipinovega vnuka in naslednika Teodoalda in njegove stare matere Plektrude. 
Leta 716 sta Ragenfrid in Dagobertov naslednik Hilperik II. prodrla globoko v osrčje arnulfinških posesti – do reke Meuse in Ardenov. Povezala sta se Dagobertovim starim sovražnikom vojvodo (ali kraljem) Radbodom Frizijskim in v bližini Kölna porazila Karla Martela. Po bitki sta oblegala Köln, kamor sta se umaknila Plektruda in Teodoald. Ragenfrid je nato odšel domov, Hilperik pa je prisilil Plektrudo, da mu je predala večino avstrazijske zakladnice, preklicala vnukovo zahtevo po majodromskem položaju in priznala Hilperika za kralja. 
V tem trenutku je Karel Martel postavil svojega merovinškega kralja Klotarja IV.. Dagobertov pravi naslednik, Hilperik II., je bil zvest zaveznik Ragenfrida in Nevstrije.  Skupaj sta se povezala z akvitanskim vojvodom  Odom Velikim, ki je bil od leta 715 neodvisen vladar, vendar sta bila poražena leta 716 v Amelu severno od St. Vitha, marca 717 v Vincyju pri Cambraiu in leta 718 pri Soissonsu.  Dotolčeni Ragenfrid je pobegnil v Angers, vendar še ni odnehal. Istega leta se je Karlu Martelu uklonil tudi Odo Veliki. Vojna se je končala s sporazumom, s katerim je Karel priznal Hilperika za kralja, njemu pa je pripadlo mesto majordoma. Ragenfridu je ostal Anjou.
Leta 724 je Ragenfrid dvignil neuspel upor proti Karlu Martelu. Po porazu je obdržal svoje zemljiške posesti, vendar je moral dati Karlu za talce svoje sinove. Umrl je leta  731.
| Ragenfrid Rojen: ni znano Umrl: 731 |                            |                         |
| Vladarski nazivi                    |                            |                         |
| Predhodnik: Teodoald                | Majordom Nevstrije 714–717 | Naslednik: Karel Martel |